# Thayer (Missouri)
Thayer és una població dels Estats Units a l'estat de Missouri. Segons el cens del 2000 tenia 2.201 habitants.

## Demografia
Segons el cens del 2000, Thayer tenia 2.201 habitants, 931 habitatges, i 571 famílies. La densitat de població era de 391,6 habitants per km².
Dels 931 habitatges en un 28,2% hi vivien nens de menys de 18 anys, en un 47,2% hi vivien parelles casades, en un 11% dones solteres, i en un 38,6% no eren unitats familiars. En el 36,1% dels habitatges hi vivien persones soles el 19,5% de les quals corresponia a persones de 65 anys o més que vivien soles. El nombre mitjà de persones vivint en cada habitatge era de 2,26 i el nombre mitjà de persones que vivien en cada família era de 2,91.
Per edats la població es repartia de la següent manera: un 25% tenia menys de 18 anys, un 8,5% entre 18 i 24, un 23,1% entre 25 i 44, un 21% de 45 a 60 i un 22,4% 65 anys o més.
L'edat mediana era de 40 anys. Per cada 100 dones de 18 o més anys hi havia 77 homes.
La renda mediana per habitatge era de 18.648 $ i la renda mediana per família de 24.464 $. Els homes tenien una renda mediana de 22.273 $ mentre que les dones 16.364 $. La renda per capita de la població era de 12.278 $. Entorn del 23% de les famílies i el 27,2% de la població estaven per davall del llindar de pobresa.

## Poblacions més properes
El següent diagrama mostra les poblacions més properes.